# L'Express transsibérien
Pour les articles homonymes, voir Transsibérien.
Pour plus de détails, voir Fiche technique et Distribution.
L'Express transsibérien (en russe : Транссибирский экспресс, Transsibirski ekspress) est un film d'aventures soviétique d'Eldor Ourazbaïev, sorti en 1977, qui reprend l'histoire de tchékiste Kassymkhan Tchadiarov dont le premier volet La Fin de l'ataman est réalisé par Chäken Aïmanov (en) en 1970.

## Synopsis
Les événements se déroulent en 1927, dans le Transsibérien en route vers Moscou. Les tchékistes doivent déjouer un projet d'attentat contre l'industriel japonais Saïto qui envisage un partenariat avec l'Union soviétique et que les ennemis du régime veulent supprimer. L'agent Kassymkhan Tchadiarov, se faisant passer pour un naïf destiné à endosser la responsabilité d'un meurtre, fausse habilement les plans d'une cohorte d'espions qui jusqu'au dernier moment croient pouvoir le manipuler.

## Fiche technique
- Titre français : L'Express transsibérien[1]
- Titre original : Transsibirski ekspress
- Réalisation : Eldor Ourazbaïev
- Scénario : Alexandre Adabachian, Nikita Mikhalkov, Andreï Kontchalovski
- Photographie : Vadim Alissov
- Directeur artistique : Idris Karsakbaïev
- Assistant réalisateur : Yermek Shinarbayev
- Caméra : Viktor Fradkine
- Montage : Ludmila Raïeva
- Rédaction[Quoi ?] : Leonard Tolstoï
- Son : Vitali Chmelkine
- Musique : Yerkagueli Rakhmadiev
- Orchestre : Orchestre symphonique d'État de l'URSS pour l'art cinématographique, dirigé par Vladimir Vassiliev
- Chorégraphie : Hwan Den Uk
- Costumez : Valentin Pereletov
- Décors : Aleksandr Rorokine, Mikhaïl Kolbassovski
- Production : Zet Bochaïev
- Société de production : Kazakhfilm
- Pays d'origine :  Union soviétique
- Langue originale : russe
- Format : Couleurs - Mono - 35 mm
- Genre : film d'aventure
- Durée : 93 minutes
- Date de sortie : 1977

## Distribution
- Assanali Achimov : tchékiste Kassymkhan Tchadiarov (voix Aleksandr Kaliaguine)
- Konstantin Grigoriev (ru) : journaliste Schneider
- Nonna Terentieva (ru) : Alexandra Demidova
- Oleg Tabakov : Fedotov
- Natalia Arinbassarova : Aïjan
- Oleg Vidov : contact de Tchadiarov
- Vadim Zakhartchenko (ru) : assistant de Tchadiarov
- Nina Alissova : artiste
- Artiom Karapetian (ru) : Luigi, passager italien
- Guerman Katchine (ru) : agent de Guépéou
- Felix Yavorski (ru) : voix off
- Aleksander Yakovlev (ru) : passager du train
- Men Don Uk : Saito
- Oleg Lee : Ishido, garde du corps de Saito et agent de Fedotov